# 四草

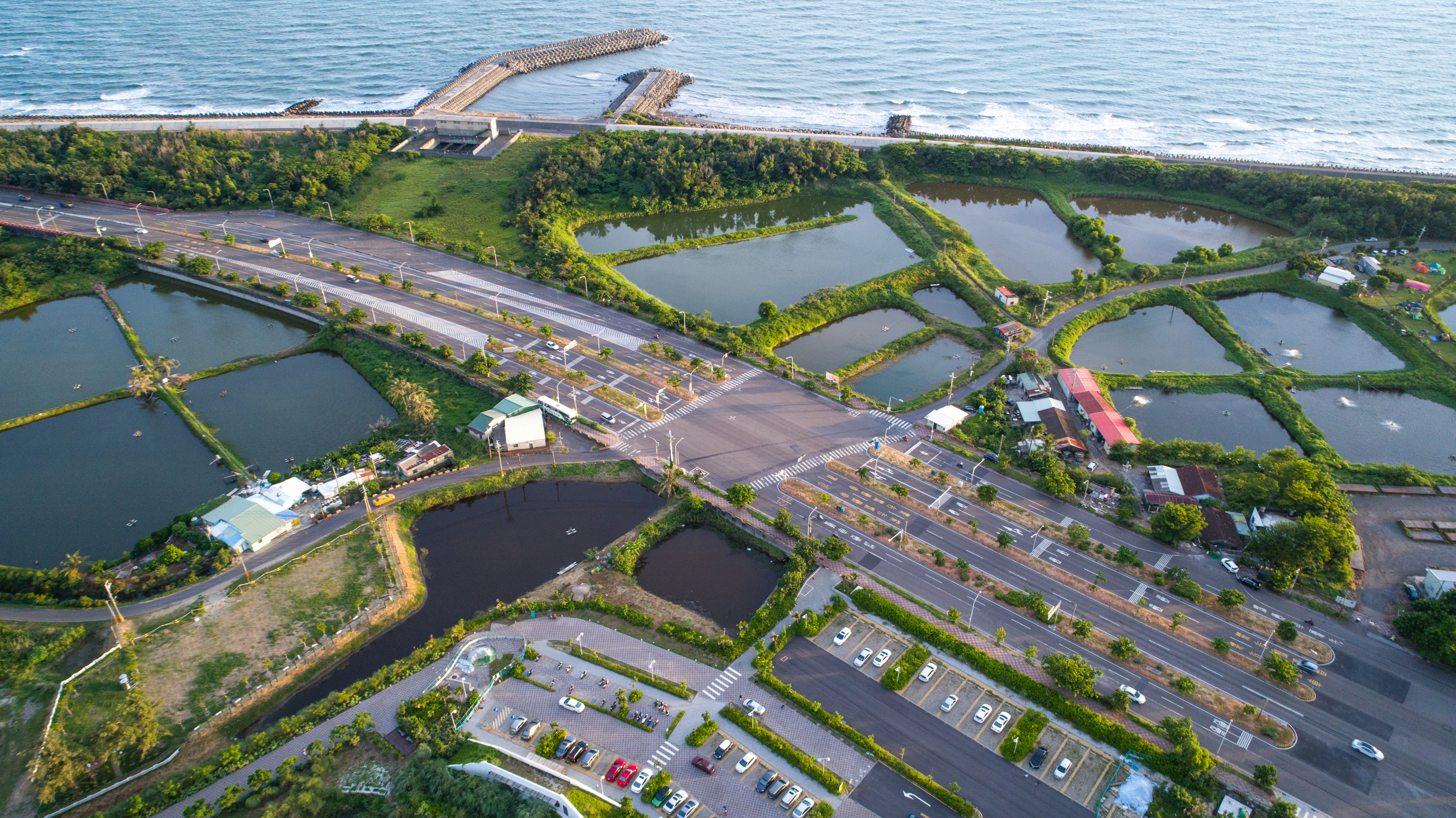
四草大道

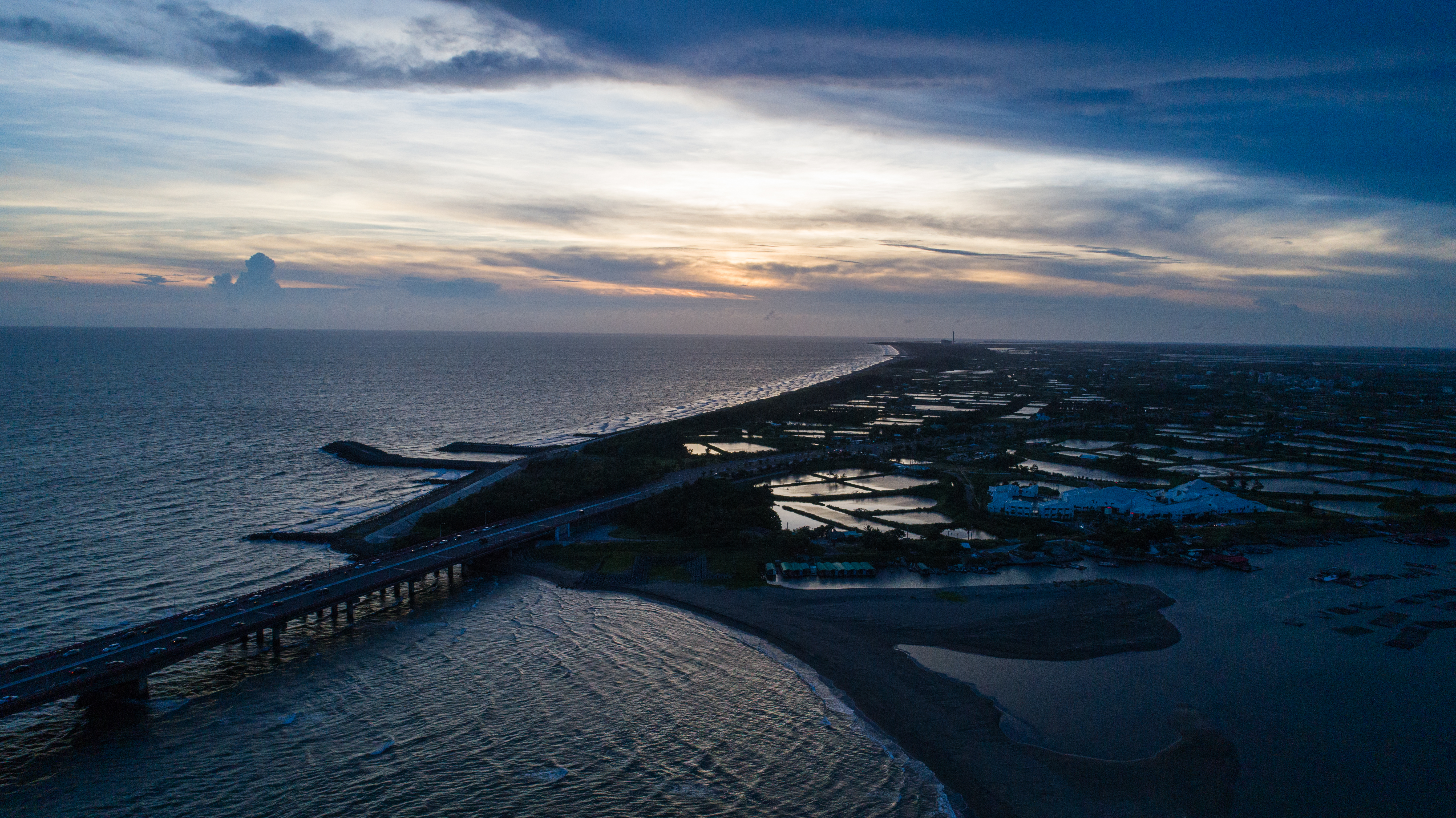
傍晚的四草

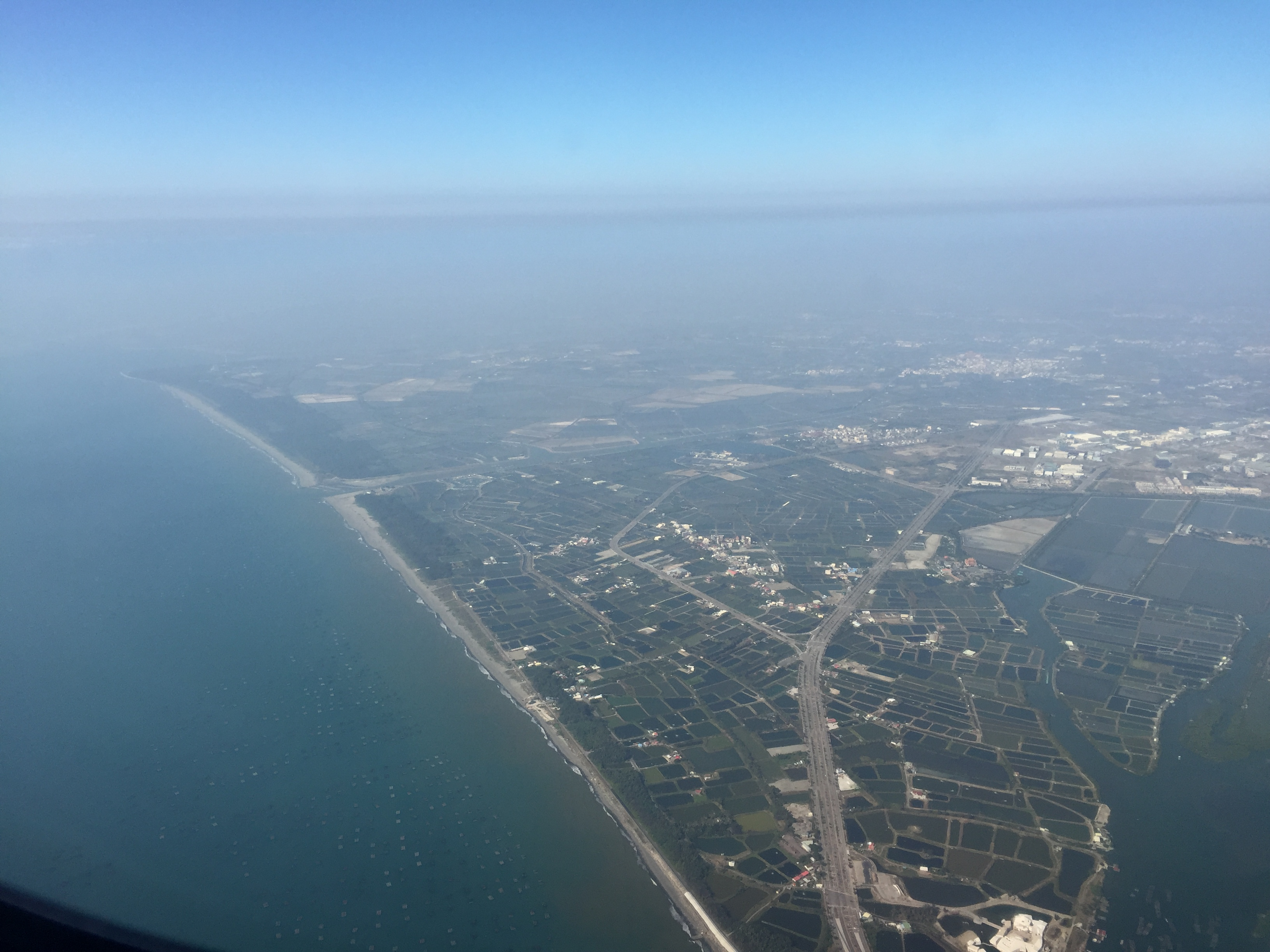
空中所見的四草

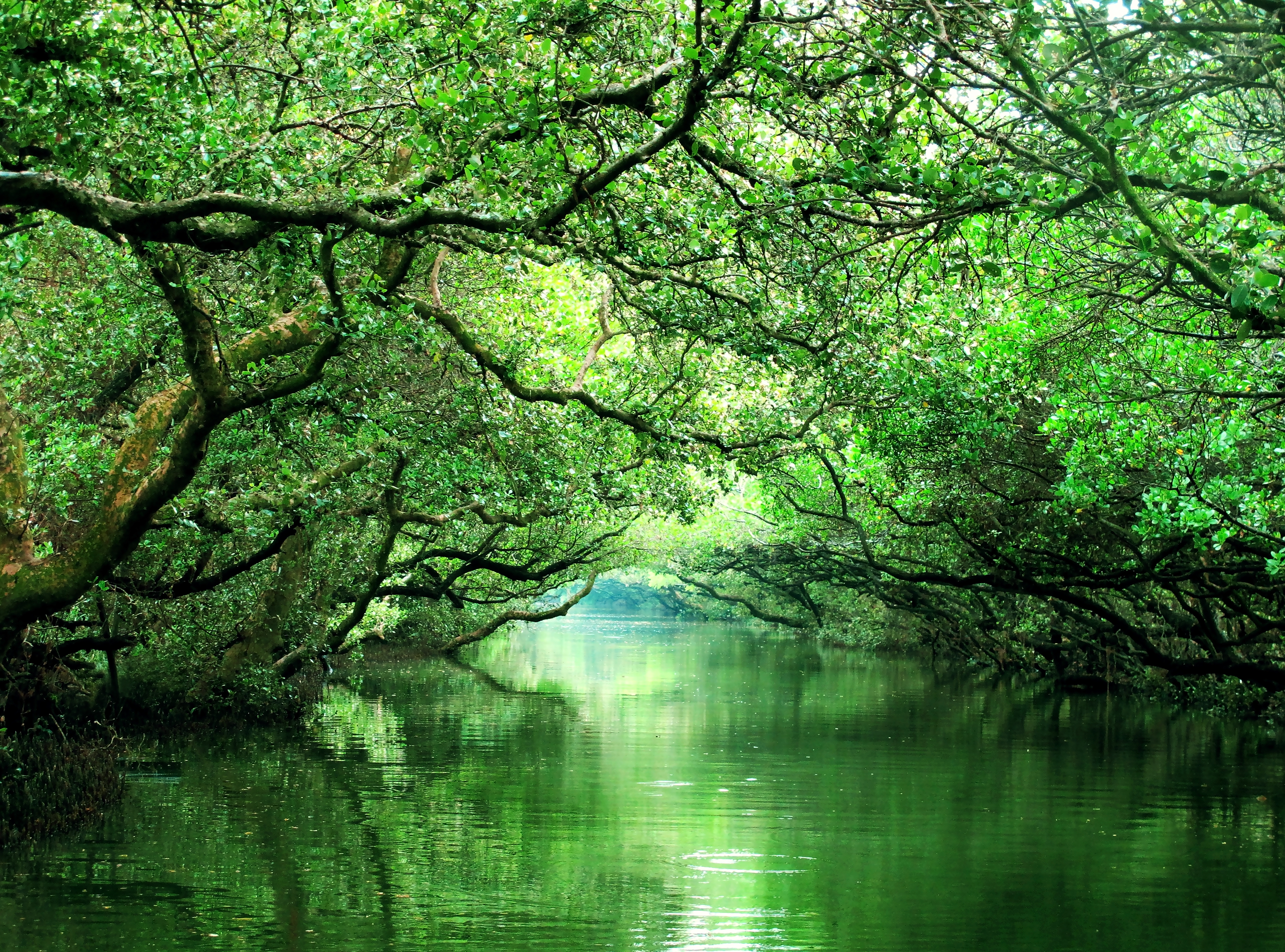
四草紅樹林綠色隧道

23°01′16″N 120°08′00″E / 23.021091°N 120.133395°E
四草位於臺灣臺南市安南區，實際地理位置橫跨鹿耳、四草、海南及鹽田等四里，濱臨臺灣海峽，以明鄭時期歷史遺跡與生態的景點為著名。「四草」一詞最早可見於《重修臺灣縣志》（1752年）一書，當時稱為「四草嶼」，可知當時的四草還是一座島嶼:1。

## 沿革
1624年，荷蘭人來台時稱為「北汕尾」，又有記為「北線尾」（荷文：Boxemboy），現在兩地名混用。例如四草大橋全名為「北汕尾四草大橋」。荷蘭人正式登上安平 (臺灣本島) 之前的過渡小島。1856年《臺灣山海全圖》曾標記為「泗草」。1887年，清朝時期屬於安平縣外武定里。1920年日治期間，屬新豐郡安順庄大字媽祖宮下的小字。民國35年安順鄉奉令劃歸臺南市管轄，隸安南區。
四草也是鄭成功登陸臺灣之後跟荷蘭人的第一戰場。目前四草大眾廟後方保有鄭荷戰爭「骨骸塚」。四草正好位在台江，因此境內有豐富生態，擁有紅樹林所形成綠色隧道（闢有觀光竹筏航線）、及溼地景觀，是台灣旅遊景點。
為了保護生態，1994年成立四草野生動物保護區，2009年再成立台江國家公園。

## 聚落
四草聚落現屬於四草里。聚落之下分為6個具有宗教祭祀意義的角頭：
- 大社角（亦名：望西仔角、姓黃仔角、庄母）
- 姓吳仔角
- 崙仔角（亦名：陳仔角）
- 王仔角
- 海墘仔角
- 姓蔡仔角

## 景點

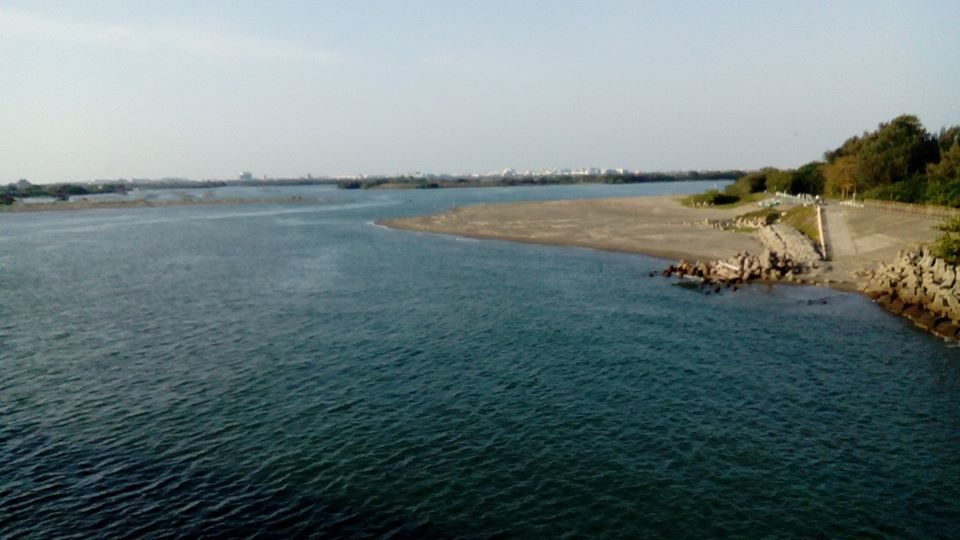
安南區四草湖

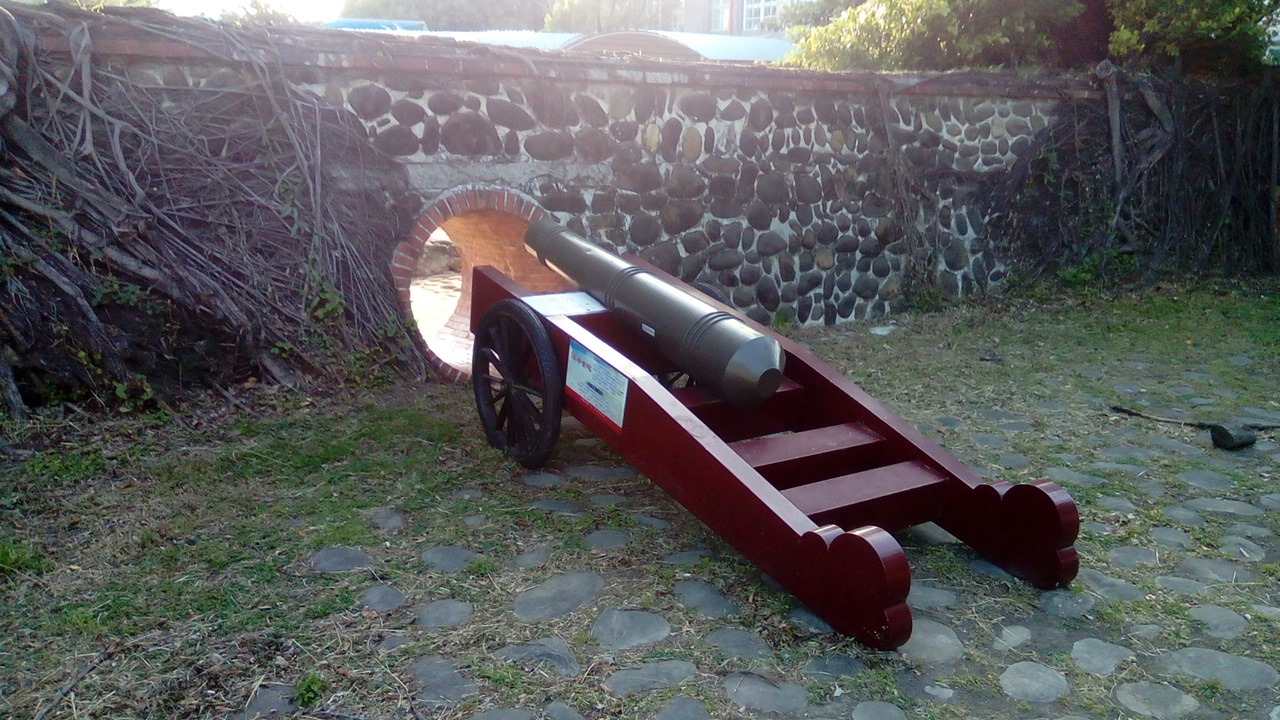
安南區四草砲台

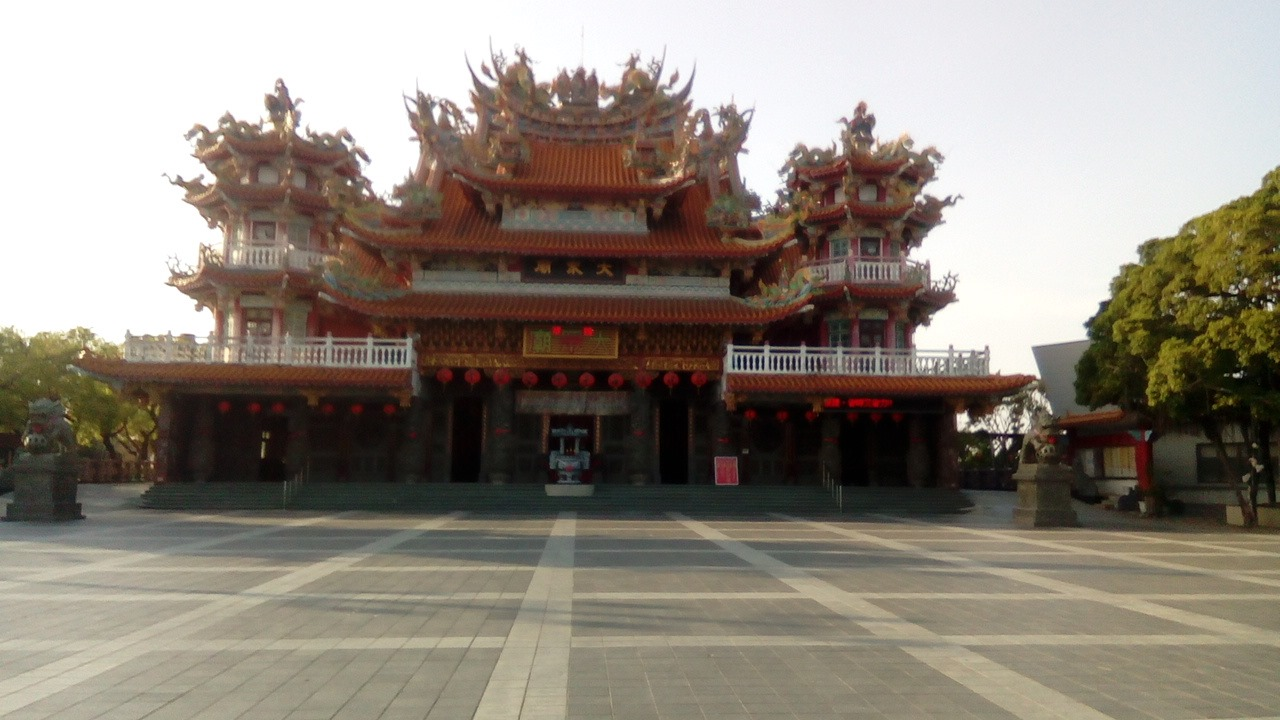
安南區四草大眾廟

- 四草夕照
- 四草湖安南區四草湖
- 四草炮台安南區四草砲台
- 四草大眾廟安南區四草大眾廟
- 四草野生動物保護區